# Château de Lagery
Le château de Lagery est un château du XIIIe siècle au XVIe siècle de la Marne.

## Histoire
Par arrêté du 24 février 1992 , la tour du XIIIe siècle ; tour d'escalier ; porche d'entrée ; façades et toitures de la maison à galerie (cad. B 348) sont inscrits comme monument historique.

## Description
Le château surplombe légèrement le village et forme un carré protégeant une cour centrale. L'aile ouest, la plus ancienne forme la porterie qui est constituée d'une porte cochère et d'une porte piétonne et va jusqu'à la tour du XIIIe. L'aile nord qui fait face à l'église est la partie d'habitation qui est rattachée à l'aile est par une tour intérieure du XVIe.
La coutume veut que le château soit relié avec l'église par un souterrain, une porte particulière donne dans le cimetière et l'église a une chapelle seigneuriale. L'Église Saint-Martin de Lagery a une dalle funéraire des anciens seigneurs, un litre et des blasons peints. 

### Galerie d'images

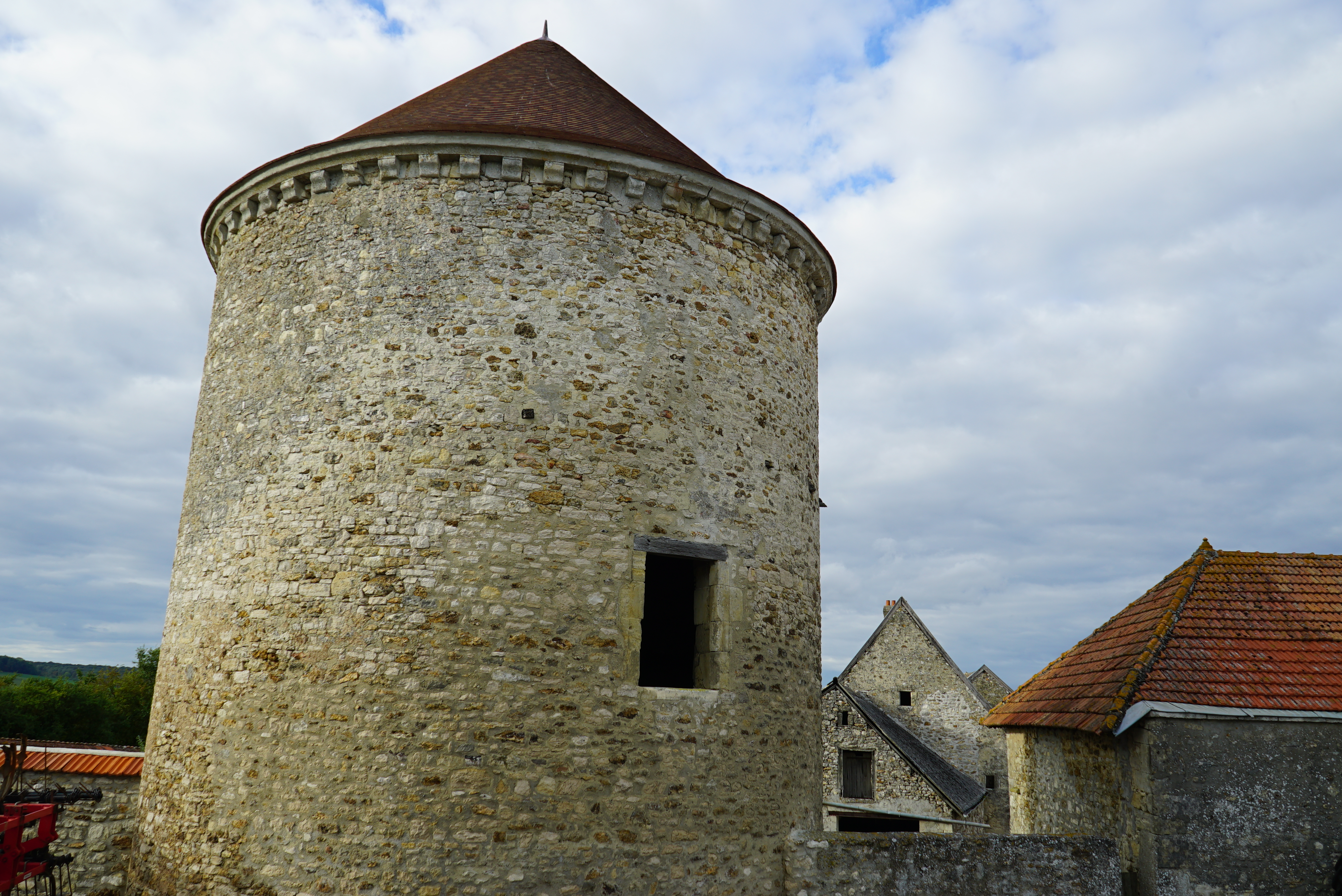
Tour du XIIIe
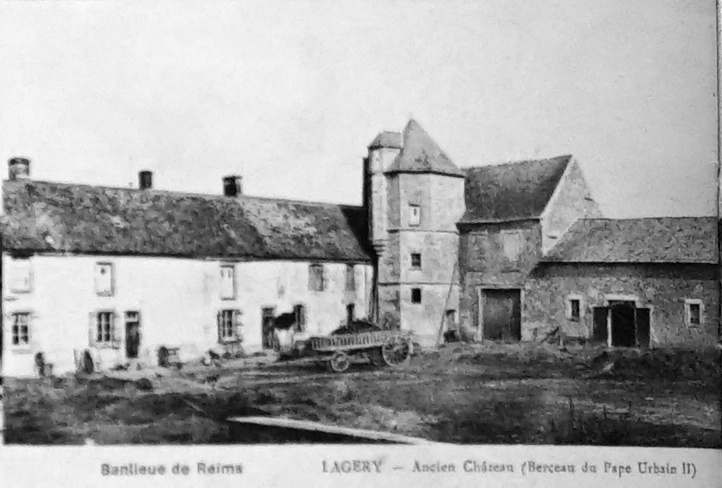
début XXe siècle,
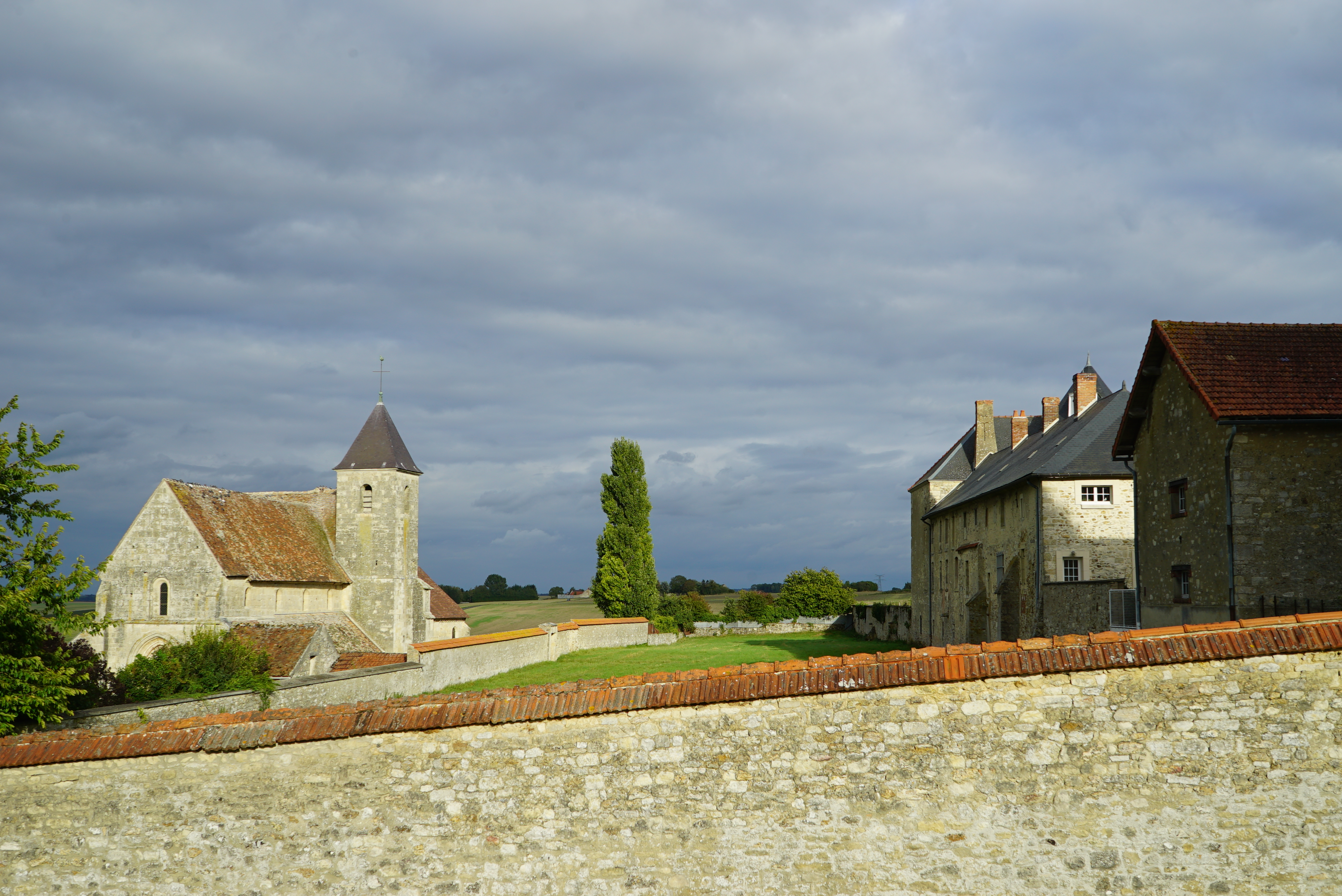
le château et l'église se font face.